# Čibutkovica
Čibutkovica (en serbe cyrillique : Чибутковица) est une localité de Serbie située dans la municipalité de Lazarevac et sur le territoire de la ville de Belgrade. Au recensement de 2011, elle comptait 1 175 habitants.
Čibutkovica est officiellement classée parmi les villages de Serbie.

## Géographie

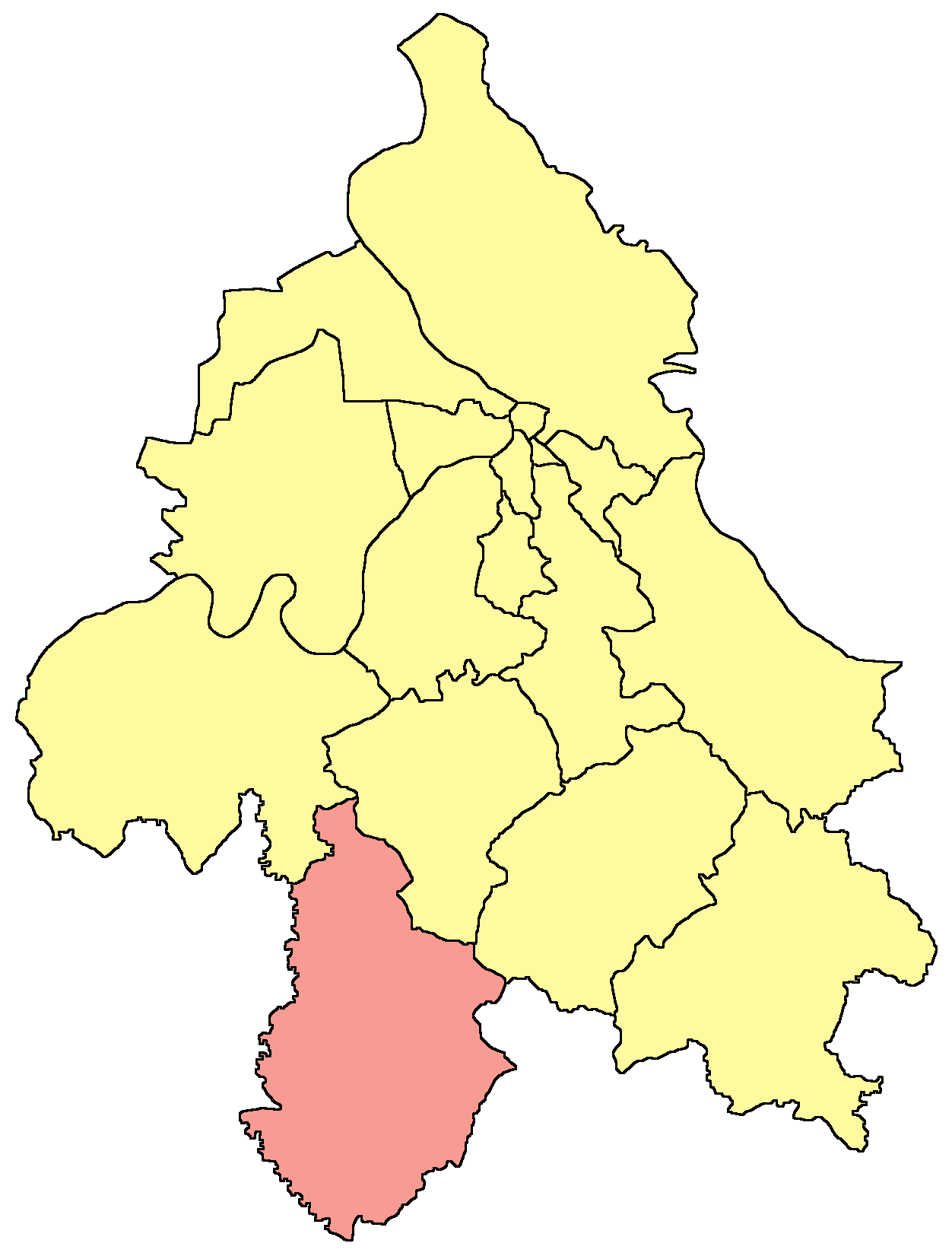
Localisation de la municipalité de Lazarevac dans la Ville de Belgrade

## Démographie

### Évolution historique de la population
| 1948  | 1953  | 1961  | 1971  | 1981  | 1991  | 2002  | 2011  |
| ----- | ----- | ----- | ----- | ----- | ----- | ----- | ----- |
| 1 488 | 1 553 | 1 500 | 1 430 | 1 319 | 1 357 | 1 260 | 1 175 |

|  |

### Données de 2002
Pyramide des âges (2002)
En 2002, l'âge moyen de la population était de 39,2 ans pour les hommes et 42,7 ans pour les femmes.
Répartition de la population par nationalités (2002)
En 2002, les Serbes représentaient 98,96 % de la population.

### Données de 2011
En 2011, l'âge moyen de la population était de 45,3 ans, 45,7 ans pour les hommes et 45 ans pour les femmes.

## Éducation
L'école élémentaire Mihajlo Mladenović Selja de Dudovica gère une annexe à Čibutkovica.

## Tourisme
Le monument d'Aksentije Miladinović, à Čibutkovica, remonte au début du XIXe siècle ; il est inscrit sur la liste des monuments culturels protégés de la république de Serbie et sur la liste des biens culturels de la ville de Belgrade.